# Kazimierz Krzyczkowski (lekkoatleta)
Kazimierz Krzyczkowski (ur. 14 grudnia 1913 w Warszawie, zm. 14 września 1944 w Warszawie) – polski lekkoatleta chodziarz, powstaniec warszawski.
14 września 1934 w Przemyślu ustanowił najlepszy wynik w Polsce w chodzie na 50 km czasem 5:00:55. W tym samym miesiącu został mistrzem Polski w tej konkurencji w Bydgoszczy z czasem 5:04:51.
Rekordy życiowe:
- chód na 10 km – 52:49,0 (6 czerwca 1937, Warszawa)
- chód na 50 km – 5:00:55,0 (14 września 1934, Przemyśl)

Był zawodnikiem klubu Strzelec Warszawa.
Przed II wojną światową pracował jako strażnik w składach amunicji w Forcie Bema w Warszawie. W czasie wojny był żołnierzem Armii Krajowej. W czasie powstania warszawskiego był żołnierzem Zgrupowania Żubr w stopniu plutonowego podchorążego. Zginął w gmachu Szkoły Pożarnictwa przy ul Słowackiego.